# Paul Henckels

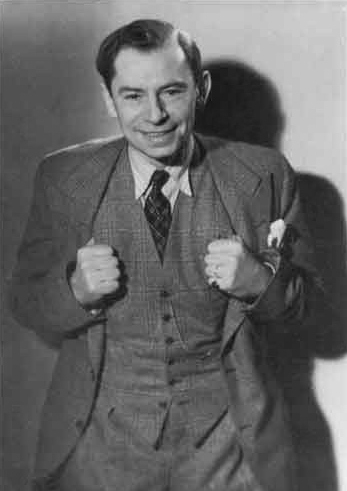
Henckels, etwa 1924

Paul Henckels (* 9. September 1885 in Hürth, Rheinland; † 27. Mai 1967 in Kettwig) war ein deutscher Theater- und Filmschauspieler, der oft auf komisch-kauzige Rollen mit rheinischem Akzent abonniert war. Unter seinen über 200 Filmrollen zählen der Professor Bömmel in Die Feuerzangenbowle und Dr. Pudlich in den Immenhof-Filmen zu den bekanntesten.

## Familie

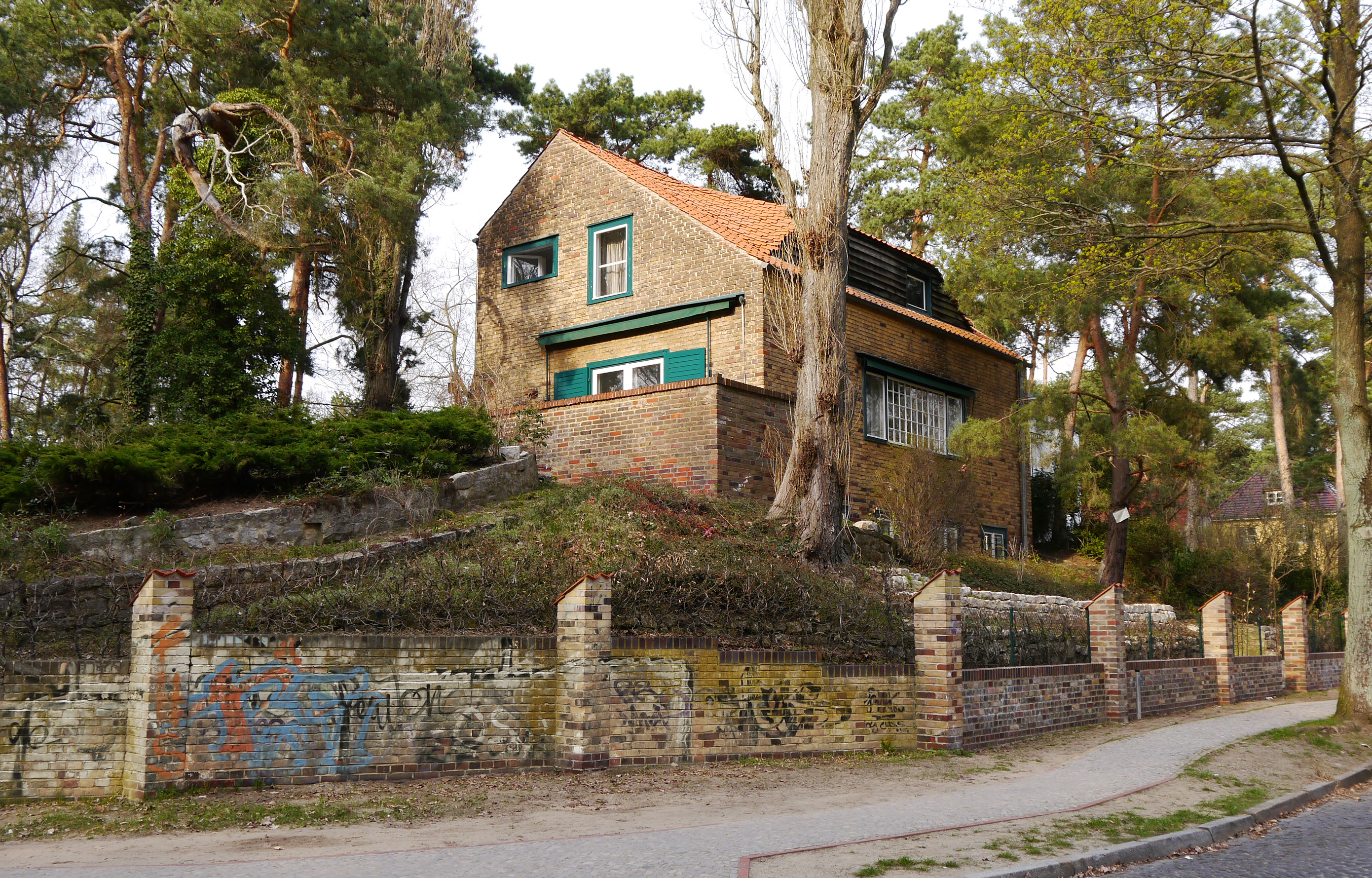
Henckels’ ehemaliges Wohnhaus in Kleinmachnow (2013)

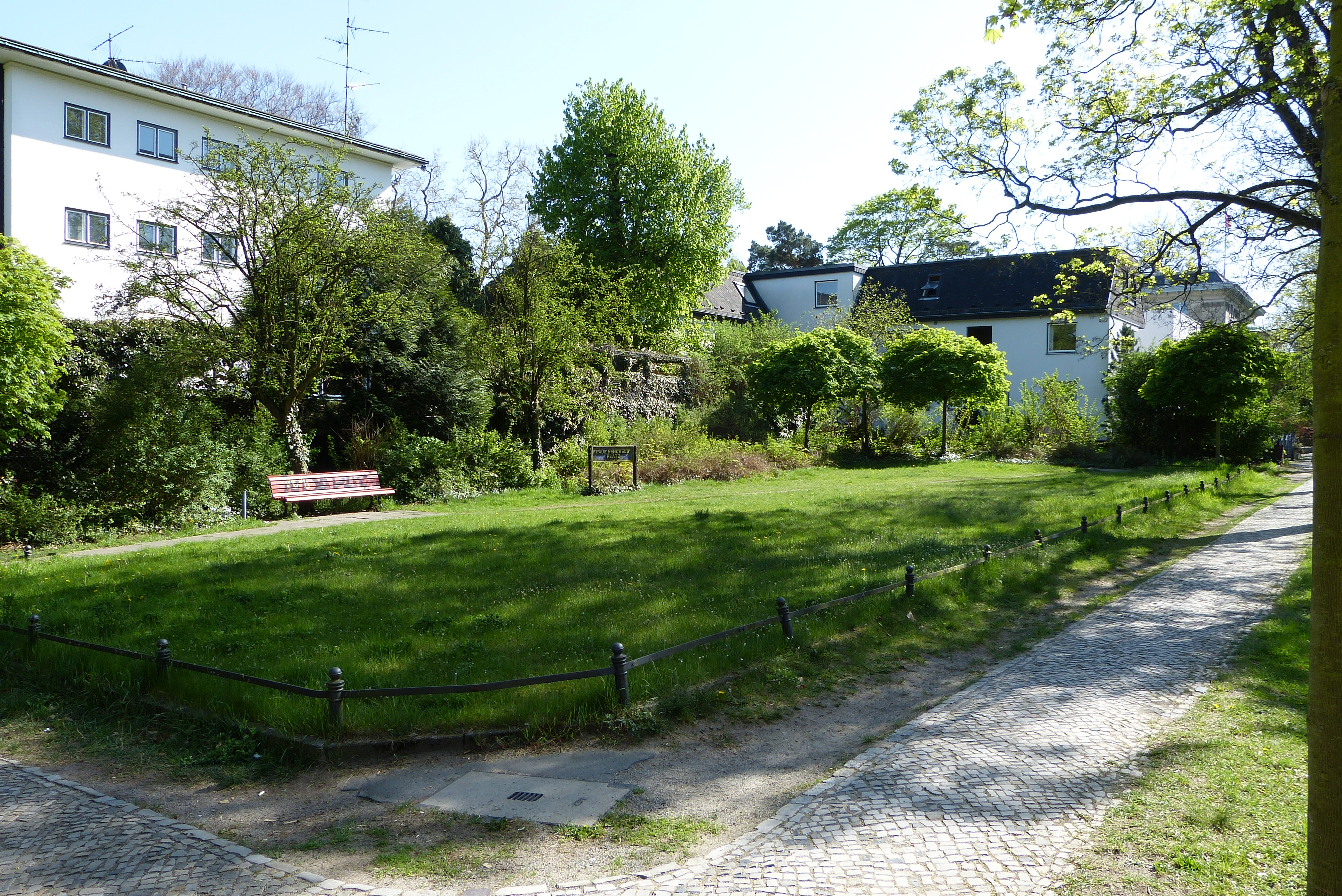
Paul-Henckels-Platz, Berlin-Steglitz

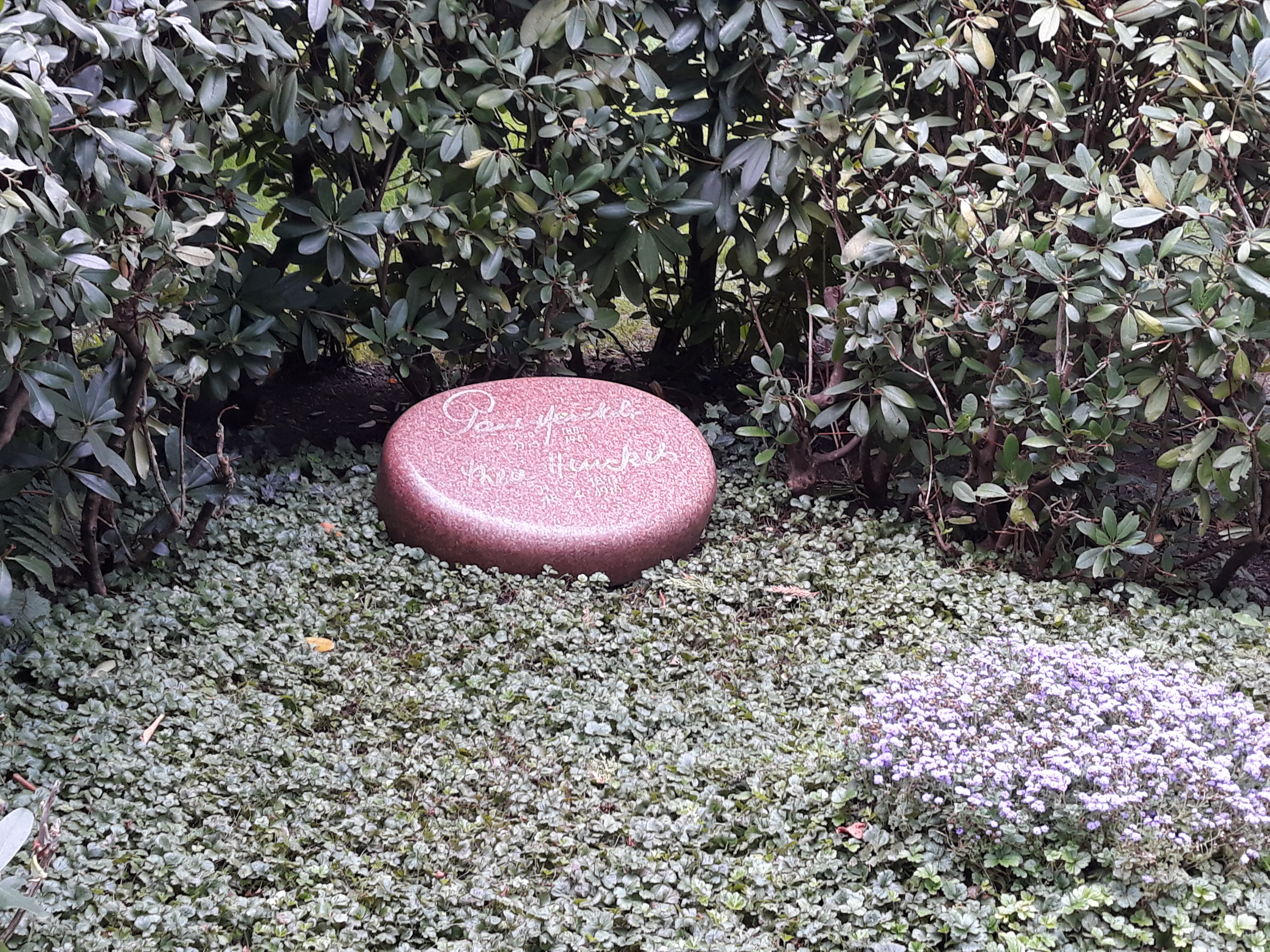
Das Grab von Paul Henckels und seiner zweiten Ehefrau, der Schauspielerin Thea Grodtczinsky, auf dem Düsseldorfer Südfriedhof

Paul Henckels war der Sohn von Paul Abraham Henckels (1855–1923) und der jüdischen Schauspielerin Cäcilie Warszawska (oder Warczawska) (* in Polen, † vor 27. März 1909). Paul Henckels war evangelisch. Sein Vater entstammte der Solinger Messerschmied- und Unternehmerfamilie Henckels. Sein Großvater war Johann Abraham Henckels jun. (1813–1870).
Sein Vater hatte ein eigenes Unternehmen und betätigte sich auch als Kunstmaler. 1903 ging der Betrieb in Konkurs und die Familie zog nach Düsseldorf-Oberkassel.

### Erste Ehe
Henckels heiratete am 27. März 1909 in Breslau die Schauspielerin Cäcilie Brie (* 1884 in Breslau; † 1984 in Villa Gesell, Argentinien), Tochter des Staatsrechtlers Siegfried Brie und Sophia geborene Schenkel. Die Eltern von Siegfried Brie waren vom Judentum zum Protestantismus konvertiert.
Aus der Ehe stammen drei Kinder: Sohn Timm, später „Timoteo“ genannt (* 1914, † 1993 in Argentinien) und die Töchter Hanna und Anneliese (* 1912). 1912 lebte die Familie in Meerbusch in der Gartenstadt Meererbusch in einer Villa, die der Architekt Fritz August Breuhaus de Groot entworfen hatte.
Die Ehe wurde am 23. Dezember 1920 durch das Landgericht Düsseldorf geschieden. 1921 heiratete Cäcilie den Maler Eberhard Viegener. Da die geschiedenen Eltern beruflich viel außer Haus waren, besuchten ihre Kinder später ein Schullandheim, die Freie Schul- und Werkgemeinschaft in Letzlingen bei Magdeburg, gegründet von Bernhard Uffrecht. 1933 wurde die Schule vom NS-Regime geschlossen. Obwohl alle drei Kinder katholisch getauft waren, waren sie nun gefährdet, da ein Teil ihrer Großeltern jüdischer Herkunft war. Die Geschwister lernten auf Rat ihres Vaters jeweils einen praktischen Beruf, um so besser auswandern zu können. Timm absolvierte auf einem Gutshof bei Zernickow eine Ausbildung als Landwirtschaftlicher Gehilfe und Anneliese am Berliner Paulinenhaus eine Ausbildung zur Krankenschwester. Als erste emigrierte Anneliese 1936 nach Argentinien, im gleichen Jahr folgte ihr Bruder Timm. Er arbeitete zunächst in dem Kolonieprojekt Villa Gesell, später fast 30 Jahre auf dem Agrarbetrieb „Estancia y Cabaña Orion“ bei Las Rosas, Provinz Santa Fe. In den 1950er Jahren kam auch die Mutter Cäcilie in das lateinamerikanische Land. Hanna war vor Kriegsausbruch als Dienstmädchen nach Neuseeland entkommen.

### Zweite Ehe
Henckels heiratete in zweiter Ehe seine jüdische Schauspielkollegin Thea Grodtczinsky (* 1893 in Düren; † 1978). Diese Ehe blieb kinderlos. In den 30er Jahren lebte das Paar in Kleinmachnow bei Berlin; sein Haus am Weinberg erbaute der Architekt Egon Eiermann. Als das gemeinsame Auto mit Beginn des Zweiten Weltkrieges behördlich außer Betrieb gesetzt wurde, zogen die beiden dauerhaft in das Hotel Bristol Unter den Linden 65. So konnte Henckels weiterhin seinen Verpflichtungen an den Berliner Theatern nachkommen. In der Nacht vom 23. auf den 24. November 1943 fiel ihre Wohnung einem Bombenangriff zum Opfer, woraufhin sie nach Kleinmachnow zurückkehren mussten. Zuletzt lebten die beiden im Schlosshotel Hugenpoet bei Kettwig. Seine Grabstelle befindet sich auf dem Südfriedhof in Düsseldorf.

## Werdegang
Henckels besuchte in Düsseldorf das Königliche Gymnasium. Mit seinen später als Schauspieler und Schriftsteller populär gewordenen Jugendfreunden Heinrich Spoerl, Hans Müller-Schlösser und Peter Esser nahm er an Schulaufführungen teil und gründete das literarische Lesekränzchen. Sie studierten das Studentenstück Alt-Heidelberg ein und brachten um 1903 das Stück Sekundarliebe, geschrieben von Müller-Schlösser, zur Uraufführung.
Nach dem Einjährigen wurde Henckels zunächst Lehrling in einer Lokomotivenfabrik und arbeitete in der väterlichen Stahlwaren-Handlung. Bei seiner Mutter nahm er den ersten Schauspielunterricht und erhielt am Krefelder Stadttheater ein erstes Engagement. Als 1905 in Düsseldorf von Louise Dumont und Gustav Lindemann die Theaterakademie (später Hochschule für Bühnenkunst) und das Schauspielhaus Düsseldorf gegründet wurden, war er einer der ersten Schüler. Er besuchte die Schauspielschule von 1905 bis 1907. Die Theaterleiterin Dumont verpflichtete Henckels für ihr Theater und besetzte „jugendlich-komische Rollen“ mit ihm. Er wirkte von 1907 bis 1920 am Schauspielhaus, auch als Dramaturg während der Spielzeit 1910/1911, als Bühnenregisseur und 1919/1920 neben Fritz Holl als Theaterdirektor. Er leitete dort ein Seminar für Mimik und Gestik, einer seiner Schüler war Gustaf Gründgens.
1921 war Henckels in Berlin Gründer und erster Direktor des Steglitzer Schlosspark Theaters. Im Jahr 1929 wurde Paul Henckels zum Vorstandsmitglied der neu gegründeten Vereinigung Berliner Bühnenkünstler gewählt. Von 1936 bis 1945 war er am Preußischen Staatstheater Berlin unter Gründgens engagiert. Er spielte ab seinem Filmdebüt in I.N.R.I. von 1923 bis zu seinem Tod in über 230 Filmen mit, meist als Nebendarsteller. Unter anderem arbeitete er mit Regisseuren wie Helmut Weiss, Fritz Lang, Lupu Pick, F. W. Murnau, Josef von Sternberg und Arnold Fanck.
Während des Nationalsozialismus konnte Henckels in Deutschland weiterarbeiten, obwohl er gesetzlich als „Halbjude“ galt. Hierbei erfuhr er Hilfe durch Gustaf Gründgens, der auch Henckels jüdische Ehefrau Thea vor nationalsozialistischer Bedrohung schützte. Henckels stand 1944 in der Gottbegnadeten-Liste des Reichsministeriums für Volksaufklärung und Propaganda.
Typisch für seine Rollen war sein rheinischer Akzent und die Fixierung auf Rollen als komischer Kauz und schrulliger Herr. Unvergessen sind seine Darstellungen des Tierarztes Dr. Pudlich in der Immenhof-Filmreihe aus den 1950er Jahren und des Gymnasialprofessors Bömmel in Die Feuerzangenbowle:

„Wo simmer denn dran? Aha, heut hammer de Dampmaschin. Wat is en Dampmaschin? Da stelle mer uns ma janz dumm un sage: en Dampmaschin, dat is ene jroße, runde, schwarze Raum. Un der jroße, runde, schwarze Raum, der hat zwei Löcher. Dat eine Loch, da kömmt der Damp erein, und dat andere Loch, dat krieje mer später. Wat tut nu der Damp? Der Damp, der drückt auf den Kolben. Wat ne Kolben is, dat kammer net explizieren, dat steht im Buch. Et steht überhaupt allet im Buch, wat ich sach, bloß net so schön.“

In den 1950er und 1960er Jahren trat Henckels auch in Fernsehsendungen auf, so in Die fröhliche Weinrunde mit Margit Schramm als Wirtin und Willy Schneider als Kellermeister, wo Henckels den Stammtischvorsitzenden gab. In 10 Episoden Nachsitzen für Erwachsene stellte er einen Professor dar, der in einer Schulklasse vier Erwachsenen – darunter dem aus der Feuerzangenbowle bekannten Schauspieler Hans Richter und der Kabarettistin Edith Hancke – interessante Dinge aus Musik, Kunst und Geschichte erklärte.

### Schneider Wibbel

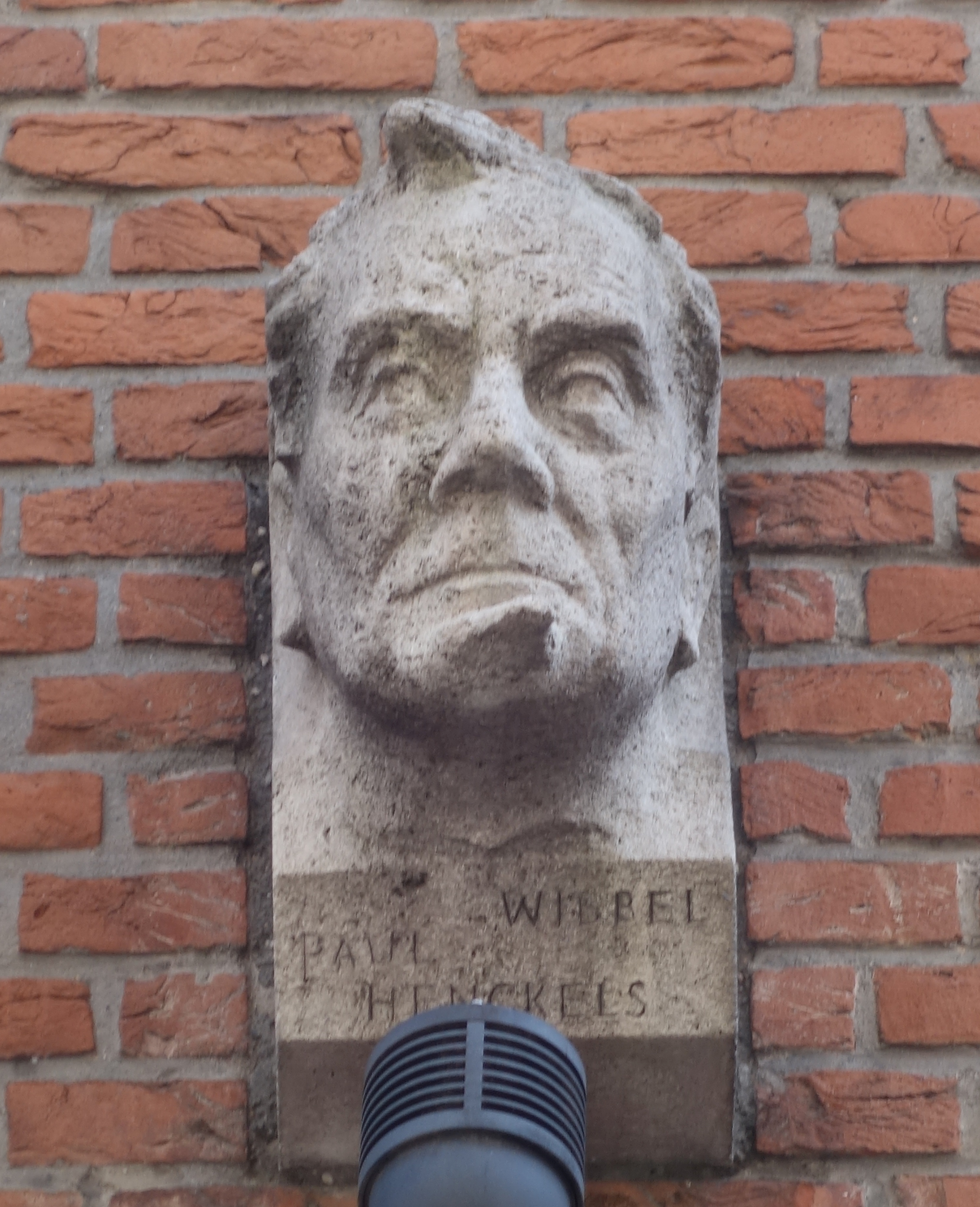
Paul Henckels als Schneider Wibbel am Schneider-Wibbel-Haus in Düsseldorf

Henckels spielte am Düsseldorfer Schauspielhaus über eintausendmal die Hauptrolle des Schneider Wibbel in dem gleichnamigen Theaterstück seines Schulfreundes Hans Müller-Schlösser. Seine spätere Ehefrau Thea Grodtczinsky übernahm in dieser rheinischen Komödie die Rolle von Fin, der Ehefrau des Schneiders Wibbel. Bis 1956 haben beide an verschiedenen deutschen Bühnen dieses Stück eintausendfünfhundertmal gespielt.
Henckels hatte diese Rolle schon 1913 bei der Uraufführung dargestellt, zunächst gemeinsam mit Lotte Fuhst als Fin. Nach rund dreihundert Aufführungen verließ seine Kollegin um 1916 das Theater und Grodtczinsky, damals Schülerin der Hochschule für Bühnenkunst, übernahm die weibliche Hauptrolle, obwohl sie bei ihrer Vorstellung zu Dumont sagte: „Ich kann doch keinen rheinischen Dialekt.“
Zuvor hatten beide schon um 1915 gemeinsam in William Shakespeares Sturm gespielt, er den Caliban, sie die Miranda.
1931 wurde unter seiner Regie Schneider Wibbel als Film gedreht; er übernahm auch die Titelrolle. Nach 1945 sprach er die Figur in zwei Hörspiel-Aufnahmen.
Zwei Büsten am Schneider-Wibbel-Haus in der Düsseldorfer Altstadt, gelegen an der Ecke Bolkerstraße und Schneider-Wibbel-Gasse, erinnern seit 1956 an das Schauspielerehepaar in ihrer Paraderolle. Das bekannteste Zitat aus dieser Verwechslungskomödie, in der der Schneider seine eigene Beerdigung erlebt, ist der Satz von Schneider Wibbel: „Nä, watt bin ich für ’ne schöne Leich.“
Bei der Uraufführung im Jahr 1913 soll auch B. Traven aufgetreten sein. Jener arbeitete von 1913 bis 1915 unter dem Namen Ret Marut als Schauspieler am Düsseldorfer Schauspielhaus.
Henckels wirkte in einem der ersten Farb-Werbeclips der Welt mit, ein Werbeclip für Carisch-Kaffee mit dem Titel „Spuk!“. Dieser Clip wurde 1930 im Sirius-Farbfilmverfahren produziert. Neben Henckels traten Aruth Wartan und Traute Flamme auf.

## Filmografie (Auswahl)
- 1921: Das Geheimnis der sechs Spielkarten, 5. Teil
- 1923: I.N.R.I.
- 1923: Das Geheimnis von Brinkenhof
- 1924: Dudu, ein Menschenschicksal
- 1925: Das Haus der Lüge
- 1926: Staatsanwalt Jordan
- 1927: Der Kampf des Donald Westhof
- 1927: Feme
- 1927: Am Rüdesheimer Schloß steht eine Linde
- 1928: Ledige Mütter
- 1928: Der Biberpelz
- 1928: Therese Raquin
- 1928: Der Ladenprinz
- 1928: Revolutionshochzeit
- 1928: Die seltsame Nacht der Helga Wangen
- 1928: Geschlecht in Fesseln
- 1929: Napoleon auf St. Helena
- 1929: Das närrische Glück
- 1929: Durchs Brandenburger Tor
- 1929: Frühlings Erwachen
- 1929: Gestörtes Ständchen (Kurzspielfilm)
- 1929: Meineid
- 1929: Die Liebe der Brüder Rott
- 1929: Morgenröte
- 1929: Sprengbagger 1010
- 1929: Die Frau ohne Nerven
- 1929: Fruchtbarkeit
- 1930: Die letzte Kompagnie
- 1930: Cyankali
- 1930: Dreyfus
- 1930: Skandal um Eva
- 1930: Der unsterbliche Lump
- 1930: Dolly macht Karriere
- 1930: Flachsmann als Erzieher
- 1930: Die große Sehnsucht
- 1930: Pension Schöller
- 1930: Die zärtlichen Verwandten
- 1931: Schneider Wibbel
- 1931: Er und sein Diener
- 1931: Der ungetreue Eckehart
- 1931: Der wahre Jakob
- 1931: Das Ekel
- 1931: Bomben auf Monte Carlo
- 1931: Kadetten
- 1931: Mein Leopold
- 1932: Man braucht kein Geld
- 1932: Der Hexer
- 1932: Der tolle Bomberg
- 1932: Eine Stadt steht kopf
- 1932: Unheimliche Geschichten
- 1932: Der Stolz der 3. Kompanie
- 1932: Die – oder keine
- 1932: Wäsche – Waschen – Wohlergehen
- 1933: Das Testament des Dr. Mabuse
- 1933: Polizeiakte 909 (Taifun)
- 1933: Reifende Jugend
- 1933: Glückliche Reise
- 1933: Kleiner Mann – was nun?
- 1933: Der Traum vom Rhein
- 1934: Zwischen zwei Herzen
- 1934: Die Finanzen des Großherzogs
- 1934: Die große Chance
- 1934: Charleys Tante
- 1934: Der verlorene Sohn
- 1934: Abschiedswalzer
- 1934: Ein Mädchen mit Prokura
- 1935: Eine Seefahrt, die ist lustig
- 1935: Hermine und die sieben Aufrechten
- 1935: Ein idealer Gatte
- 1935: Der alte und der junge König
- 1936: Mädchenjahre einer Königin
- 1936: Die unmögliche Frau
- 1936: Der Dschungel ruft
- 1936: Eine Frau ohne Bedeutung
- 1937: Die gläserne Kugel
- 1937: Kapriolen
- 1937: Zweimal zwei im Himmelbett
- 1938: Der Maulkorb
- 1938: Diskretion – Ehrensache
- 1938: Napoleon ist an allem schuld
- 1939: Zwölf Minuten nach Zwölf
- 1939: Weißer Flieder
- 1939: Der Florentiner Hut
- 1939: Das unsterbliche Herz
- 1940: Ihr Privatsekretär
- 1940: Friedrich Schiller – Der Triumph eines Genies
- 1940/42: Der große König
- 1941: Männerwirtschaft
- 1941: Immer nur Du
- 1941: Frau Luna
- 1942: Zwei in einer großen Stadt
- 1942: Wiener Blut
- 1942: Zwischen Himmel und Erde
- 1942: Rembrandt
- 1942: Hab’ mich lieb!
- 1943: Liebesgeschichten
- 1943: Großstadtmelodie
- 1943: Das Bad auf der Tenne
- 1943: Altes Herz wird wieder jung
- 1943: Herr Sanders lebt gefährlich
- 1943/45: Kolberg
- 1944: Die Feuerzangenbowle
- 1944: Träumerei
- 1944: Die Zaubergeige
- 1944: Junge Adler
- 1944: Das Leben ruft
- 1944/48: Eine reizende Familie
- 1945: Frühlingsmelodie
- 1945: Das seltsame Fräulein Sylvia (unvollendet)
- 1946: Allez Hopp (unvollendet)
- 1947: Wozzeck
- 1948: Die seltsamen Abenteuer des Herrn Fridolin B.
- 1949: Hafenmelodie
- 1949: Gesucht wird Majora
- 1950: Insel ohne Moral
- 1950: Glück aus Ohio
- 1951: Rausch einer Nacht
- 1952: Herz der Welt
- 1952: Klettermaxe
- 1952: Pension Schöller
- 1952: Ferien vom Ich
- 1952: Der fröhliche Weinberg
- 1952: Einmal am Rhein
- 1952: Drei Tage Angst
- 1953: Hollandmädel
- 1953: Staatsanwältin Corda
- 1953: Fanfaren der Ehe
- 1953: Die Stärkere
- 1953: Fräulein Casanova
- 1953: Königliche Hoheit
- 1954: Schneider Wibbel
- 1954: Der Zarewitsch
- 1954: Clivia
- 1954: Columbus entdeckt Krähwinkel
- 1954: Maxie
- 1955: Die spanische Fliege
- 1955: Griff nach den Sternen
- 1955: Die Mädels vom Immenhof
- 1955: Drei Mädels vom Rhein
- 1956: Hochzeit auf Immenhof
- 1956: Ich und meine Schwiegersöhne
- 1956: Tausend Melodien
- 1956: Kirschen in Nachbars Garten
- 1956: Drei Birken auf der Heide
- 1956: Der Fremdenführer von Lissabon
- 1957: Bekenntnisse des Hochstaplers Felix Krull
- 1957: Der tolle Bomberg
- 1957: Ferien auf Immenhof
- 1957: Egon, der Frauenheld
- 1957: Tolle Nacht
- 1957: Ein Stück vom Himmel
- 1958: Liebe kann wie Gift sein
- 1959: Hier bin ich – hier bleib ich
- 1959: Immer die Mädchen
- 1960: Sooo nicht, meine Herren!
- 1961: Frau Irene Besser
- 1961: Bridge mit Onkel Tom (Fernsehfilm)
- 1961: Via Mala
- 1967: Im Busch von Mexiko – Das Rätsel B. Traven (Fernsehmehrteiler, 2. Teil)

## Theater

### Als Schauspieler
- 1907: Henrik Ibsen: Die Wildente – Regie: Gustav Lindemann (Schauspielhaus Düsseldorf)
- 1912: Lukian von Samosata: Der Hahn oder Der Traum des Mykillos (Hahn) – Regie: ? (Schauspielhaus Düsseldorf)
- 1912: Hans Sachs: Der Teufel nahm ein altes Weib und was ihm darauf widerfuhr (Teufel) – Regie: ? (Schauspielhaus Düsseldorf)
- 1922: Romain Rolland: Die Zeit wird kommen (General Clifford) – Regie: ? (Central-Theater Berlin)
- 1922: George Bernard Shaw: Der Teufelsschüler (Major Swindon) – Regie: ? (Tribüne Berlin)
- 1922: August Strindberg: Der Scheiterhaufen – Regie: Richard Révy (Schlosspark Theater Berlin)
- 1923: Gustav Wied: Erotik – Regie: ? (Schlosspark Theater Berlin)
- 1923: Carl Sternheim: Die Hose – Regie: Eugen Robert (Tribüne Berlin)
- 1924: Leonid Andrejew: König Hunger (König) – Regie: Fritz Holl (Volksbühne Theater am Bülowplatz Berlin)
- 1924: Alfons Paquet: Fahnen – Regie: Erwin Piscator (Volksbühne Theater am Bülowplatz Berlin)
- 1924: Friedrich Schiller: Don Carlos (Großinquisitor) – Regie: Fritz Holl (Volksbühne Theater am Bülowplatz Berlin)
- 1925: Henrik Ibsen: Gespenster (Jakob Engstrand) – Regie: ? (Deutsches Theater Berlin – Kammerspiele)
- 1925: Ernst Elias Niebergall: Datterich (Datterich) – Regie: Fritz Holl (Volksbühne Theater am Bülowplatz Berlin)
- 1925: W. Somerset Maugham, Clemence Randolph: Regen (Arzt) – Regie: Max Reinhardt (Theater am Kurfürstendamm)
- 1926: Fritz von Unruh: Bonaparte – Regie: Gustav Hartung (Deutsches Theater Berlin)
- 1926: Joseph von Eichendorff: Die Freier (Hofrat Fleder) – Regie: Otto Zoff (Volksbühne im Theater am Schiffbauerdamm Berlin)
- 1926: Luigi Pirandello: Die Nackten kleiden (Journalist) – Regie: Wolfgang Hoffmann-Harnisch (Deutsches Theater Berlin – Kammerspiele)
- 1927: Hans José Rehfisch: Skandal in Amerika (Johnny, Chauffeur) – Regie: Karlheinz Martin (Deutsches Künstlertheater Berlin)
- 1927: Friedrich Schiller: Kabale und Liebe (Wurm) – Regie: Fritz Holl (Volksbühne Theater am Bülowplatz Berlin)
- 1927: Gerhart Hauptmann: Dorothea Angermann – Regie: Max Reinhardt (Deutsches Theater Berlin)
- 1928: Fritz von Unruh: Louis Ferdinand, Prinz von Preußen (Haugewitz) – Regie: Leopold Jessner (Schauspielhaus am Gendarmenmarkt Berlin)
- 1928: Ludwig Hirschfeld, Paul Frank: Stiefmama – Regie: ? (Trianon-Theater Berlin)
- 1929: Hans José Rehfisch: Die Affäre Dreyfuß – Regie: Heinz Dietrich Kenter (Volksbühne Theater am Bülowplatz Berlin)
- 1929: William Shakespeare:  Die lustigen Weiber von Windsor – Regie: Heinz Hilpert (Deutsches Theater Berlin)
- 1930: Otto Ernst Hesse: Wiederaufnahme beantragt (Gerichtsberichtserstatter) – Regie: ? (Lessingtheater Berlin)
- 1932: Neil Grant: Mutter muß heiraten (Hausfreund) – Regie: ? (Renaissance-Theater Berlin)
- 1933: Franz Arnold: Hier stimmt was nicht – Regie: Franz Arnold (Komödienhaus Berlin)
- 1933: Roderich Benedix: Der Störenfried – Regie: Alfred Bernau (Renaissance-Theater Berlin)
- 1934: Gotthold Ephraim Lessing: Minna von Barnhelm – Regie: Gustaf Gründgens (Staatstheater – Kleines Haus Berlin)
- 1936: Franz und Paul von Schönthan:  Der Raub der Sabinerinnen – Regie: Hans Leibelt (Staatstheater – Kleines Haus Berlin)
- 1936: Wolfgang Goetz: Der Ministerpräsident – Regie: Richard Weichert (Staatstheater – Kleines Haus Berlin)
- 1938: Hans Rehberg: Der siebenjährige Krieg – Regie: Gustaf Gründgens (Schauspielhaus am Gendarmenmarkt Berlin)
- 1938: Sigmund Graff: Begegnung mit Ulrike – Regie: Hans Leibelt (Staatstheater – Kleines Haus Berlin)
- 1938: Carlo Goldoni: Der Lügner – Regie: Wolfgang Liebeneiner (Staatstheater – Kleines Haus Berlin)
- 1939: Theo Lingen: Was wird hier gespielt? – Regie: Theo Lingen (Staatstheater – Kleines Haus Berlin)
- 1939: Johann Wolfgang von Goethe: Egmont – Regie: Gustaf Gründgens (Schauspielhaus am Gendarmenmarkt Berlin)
- 1939: Hans Rehberg: Die Königin Isabella – Regie: Gustaf Gründgens (Schauspielhaus am Gendarmenmarkt Berlin)
- 1941: George Bernard Shaw: Die Häuser des Herrn Sartorius – Regie: Karl-Heinz Stroux (Staatstheater – Kleines Haus Berlin)
- 1941: Ludwig Thoma: Moral – Regie: Jürgen Fehling (Schauspielhaus am Gendarmenmarkt Berlin)
- 1946: Archibald Norman Menzies: Vogel Strauss (Butler Charles) – Regie: Hugo Schrader (Tribüne Berlin)
- 1947: Dmitri Lenski: Kabale und Bühne (Kunstgraf) – Regie: Ernst Legal (Theater im Haus der Kultur der Sowjetunion Berlin)
- 1948: Edmund Nick, Paul Verhoeven, Toni Impekoven: Das kleine Hofkonzert (Poet) – Regie: Hans Leibelt (Theater am Kurfürstendamm Berlin)
- 1960: Gerald Savory: Ein Monat voller Sonntage – Regie: Wolfgang Spier (Berliner Theater)

### Als Regisseur
- 1912: J. M. Barrie: Peter Pan (Schauspielhaus Düsseldorf)
- 1918: Hermann Sudermann: Die Ehre (Schauspielhaus Düsseldorf)
- 1918: Roderich Benedix: Die Dienstboten (Schauspielhaus Düsseldorf)
- 1918: Emil Alfred Herrmann: Schneewittchen (Schauspielhaus Düsseldorf)
- 1919: Ernst Elias Niebergall: Datterich (Schauspielhaus Düsseldorf)
- 1919: Henrik Ibsen: Peer Gynt (Schauspielhaus Düsseldorf)
- 1919: Friedrich Schiller: Wallenstein-Trilogie (Schauspielhaus Düsseldorf)
- 1920: Hans Franck: Godiva (Schauspielhaus Düsseldorf)
- 1921: Herbert Eulenberg: Alles ums Geld (Schlosspark Theater Berlin)
- 1921: Hans Müller-Schlösser: Der Rangierbahnhof oder Der große Schlag (Schlosspark Theater Berlin)
- 1921: Agustín Moreto: Donna Diana (Schlosspark Theater Berlin)
- 1921: William Shakespeare: Timon von Athen (Schlosspark Theater Berlin)
- 1922: Gerhart Hauptmann: Fuhrmann Henschel (Schlosspark Theater Berlin)
- 1923: Pierre Augustin Caron de Beaumarchais: Der tolle Tag oder Figaros Hochzeit (Auch Rolle als Figaro) (Volksbühne Theater am Bülowplatz Berlin)
- 1924: Lion Feuchtwanger: Vasantasena (Volksbühne Theater am Bülowplatz Berlin)
- 1924: Hans Müller-Schlösser: Schneider Wibbel (Auch Rolle als Herr Wibbel) (Volksbühne Theater am Bülowplatz Berlin)
- 1924: Gerhart Hauptmann: Schluck und Jau (Volksbühne Theater am Bülowplatz Berlin)
- 1925: Luigi Pirandello: Der Mann, das Tier und die Tugend (Deutsches Theater Berlin – Kammerspiele)
- 1925: Max Mohr: Ramper (Deutsches Theater Berlin – Kammerspiele)
- 1925: Jerome K. Jerome: Parable will nicht heiraten (Deutsches Theater Berlin – Kammerspiele)
- 1926: Herman Heijermans: Ghetto (Theater in der Klosterstraße Berlin)
- 1926: Eduard von Keyserling: Benignens Erlebnis (Deutsches Theater Berlin)
- 1927: Margret Mayo: Rasch ein Kind (Komödie Berlin)
- 1928: Hans Müller-Schlösser: Schneider Wibbels Auferstehung (Auch Rolle als Herr Wibbel) (Thalia-Theater Berlin)
- 1930: Edward Knoblauch: Der Faun (Auch Rolle als Faun) (Lessingtheater Berlin)

## Lieder
- 1942: Ein lauschiges Plätzchen, Orchesterleitung: Hans Georg Schütz, Polydor
- Ich hab so manche Dummheit gemacht, Orchesterleitung: Hans Georg Schütz, Polydor
- 1965: Schütt’ die Sorgen in ein Gläschen Wein
- 1965: Man müsste nochmal zwanzig sein (Coverversion)

## Hörspiele
- 1939: Ruf durch den Äther. Ein Spiel für den Rundfunk, Regie Gerd Fricke
- 1939: Douaumont, Regie Max Bing
- 1941: Landser klönen – Drei Soldaten am Rhein
- 1941: Lachen und Weinen
- 1947: Was den Damen gefällt, Regie und Sprecher Viktor de Kowa
- 1947: Schneider Wibbel, Regie Hanns Korngiebel
- 1948: Der Ruhm, wie alle Schwindelware, hält selten über tausend Jahre, Regie unbekannt
- 1950: Dein Herz für mich und meinen Hund, Regie Wilhelm Semmelroth
- 1950: Der Wunderdoktor, Regie Wilhelm Semmelroth
- 1950: Der Familientag (2 Teile), Regie Wilhelm Semmelroth
- 1950: Schneider Wibbel (als Regiolekt-Hörspiel), Regie Karlheinz Schilling
- 1950: Die Engelsdorfer Erben, Regie Ludwig Cremer
- 1950: Romeo und Julia, Bearbeitung und Regie Edward Rothe
- 1951: Einer zahlt seine Schuld, Regie Karl Peter Biltz
- 1951: Was kostet eine Frau? Regie Karl Peter Biltz
- 1951: Der Bischof und die Kerzenleuchter, Regie Ludwig Cremer
- 1952: Wer erbt das Himmelreich? Bearbeitung und Regie Peter Hamel
- 1952: Erasmus im stillen Winkel, Regie Wilhelm Semmelroth
- 1952: Die sagenhafte Geschichte des Hengstes Godolphin Arabian, Regie Eduard Hermann
- 1952: Radium, Regie Theodor Steiner
- 1952: Die kleinen Sünden, Regie Fränze Roloff
- 1953: Kleines Genie (auch Bearbeitung), Regie Wilhelm Semmelroth
- 1955: Eine kleine Glückskomödie, Regie unbekannt
- 1955: Der Trojanische Krieg findet nicht statt, Regie Gert Westphal
- 1955: Der Priester und die Räuber, Regie Peter Hamel
- 1956: Wohltat macht das Herz nicht warm, Regie Detlof Krüger
- 1957: Fünfhundert Drachentaler, Regie Peter Hamel
- 1958: Der blöde Herr, Regie Detlof Krüger
- 1959: Ein wahrhaft großer Mann, Regie Marcel Wall

## Werke
- Ich war kein Musterknabe – Eines Lebenskünstlers lachende Weisheit. Erstausgabe. Blanvalet Verlag, Berlin 1956, DNB 451950089.
- Heiter bis wolkig. Ein Lebens-Wetterbericht. Droste-Verlag, Düsseldorf 1960, DNB 451950070.
- Allerlei Heiterei. Hobelspäne von den Brettern, die die Welt bedeuten. Blanvalet Verlag, Berlin 1966, DNB 456957774.

## Auszeichnungen und Ehrungen
- 1960: Berliner Bär des Senats der Stadt Berlin
- 1960: Verdienstkreuz Erster Klasse des Verdienstordens der Bundesrepublik Deutschland
- 1962: Filmband in Gold für langjähriges und hervorragendes Wirken im deutschen Film
- 1975: Benennung eines Platzes in Berlin-Steglitz; die Grünanlage am Dietrich-Schäfer-Weg (heute Carl-Heinrich-Becker-Weg).
- 2006: In seiner Geburtsstadt Hürth wurde im Juni 2006 die Bürgerhausgastronomie in „Henckels“ umbenannt.